# Јелец
Јељец (рус. Елец) град је у Русији у Липецској области. Према попису становништва из 2010. у граду је живело 108.404 становника.

## Становништво
Према прелиминарним подацима са пописа, у граду је 2010. живело 108.404 становника, 8.322 (7,13%) мање него 2002.
| 1939.  | 1959.  | 1970.   | 1979.   | 1989.   | 2002.   | 2010.   |
| ------ | ------ | ------- | ------- | ------- | ------- | ------- |
| 50.891 | 77.900 | 100.735 | 120.773 | 135.261 | 116.726 | 108.404 |